# Aphia
Aphia − rodzaj ryb z rodziny babkowatych (Gobiidae).

## Klasyfikacja
Gatunek zaliczany do tego rodzaju:
- Aphia minuta – babka przezroczysta[4][5]